# Рождественское (Костромская область)
Рожде́ственское — село в Шарьинском районе Костромской области России. Административный центр Ивановского сельского поселения.

## География
Село расположено на берегу реки Ветлуги, в месте впадения в неё речки Дороватки.

## История
Впервые упоминается в 1616 году:

Деревня Дороватая а в ней стала церковь Рождества Христова, деревянна, клецки теплая с трапезой да в деревне же дворы попов

До постройки церкви в деревне было только два двора. Первое название деревни происходит от слова «дерть» — выкорчеванное место в лесу.
В переписи 1659 года уже указана как погост:

Погост Рождественский, что была прежде деревня Дороватая на озере на Дороватом да на погосте ж церковь во имя Рождества Христова древянна клецки с трапезой а в церкви образа и все церковное строение приходных людей да на погосте ж двор попа Федора Андреева, двор дьячка Володки Васильева да бобылей двор Силки Власьева и Микитки Алексеева да двор пуст

Известно, что село принадлежало боярину князю Фёдору Мстиславскому, спустя некоторое время после смерти которого, в 1640 году вместе с деревнями Ивановское, Якутино, Плоское, Столбецкое, Мокруши, Козоволиха, Хмелевка, Слудка, Кропочиха, Горланиха было пожаловано царём Алексеем Михайловичем князю Борису Репнину. Правление рождественской вотчины находилось в деревне Ивановской, где стоял боярский двор, в котором останавливался приезжавший в вотчину боярин.
Репнины владели вотчиной более 150 лет. Среди владельцев из этого княжеского рода известны начальник Сибирского приказа Иван Борисович Репнин и его сын фельдмаршал Аникита Иванович. В конце концов пошатнувшееся финансовое положение княжеского рода заставило Николая Васильевича Репнина продать вотчину Ф. Н. Лугинину.
В 1802 году на месте старинных деревянных церквей была построена каменная Рождественская церковь, а в 1852 году была построена ещё одна двухэтажная церковь с тем же названием.
Согласно Спискам населенных мест Российской империи в 1872 году село Рождественское (Дороватое) относилось к 2 стану Ветлужского уезда Костромской губернии. В нём числилось 10 дворов, проживало 30 мужчин и 45 женщин. В селе имелись две православных церкви, училище, больница, винокуренный завод. Еженедельно проводились базары, а два раза в год — ярмарки.
Согласно переписи населения 1897 года в селе проживал 151 человек (62 мужчины и 89 женщин).
Согласно Списку населенных мест Костромской губернии в 1907 году село относилось к Рождественской волости Ветлужского уезда Костромской губернии. По сведениям волостного правления за 1907 год в селе числилось 19 крестьянских дворов и 148 жителей. В селе имелась школа, проводились базары и ярмарки.

## Население
| 2008 | 2010 | 2014 | 2024 |
| ---- | ---- | ---- | ---- |
| 713  | ↘655 | ↗695 | ↘554 |